# سبک (فیلم ۲۰۰۱)
«سبک» (انگلیسی: Style) یک فیلم است که در سال ۲۰۰۱ منتشر شد.